# 구라비야
구라비야(보스니아어: gurabija, 마케도니아어: гурабија), 구라비예(알바니아어: gurabije) 또는 쿠라비야(불가리아어: курабия)는 발칸 지역의 쿠키이다.

## 이름
- 몬테네그로·보스니아 헤르체고비나·세르비아·크로아티아: 구라비야(세르보크로아트어: gurabija/гурабија, 복수: гурабији/gurabiji 구라비이[*])
- 북마케도니아: 구라비야(마케도니아어: гурабија, 복수: гурабии 구라비이)
- 불가리아: 쿠라비야(불가리아어: курабия, 복수: курабии 쿠라비이)
- 알바니아·코소보: 구라비예(알바니아어: gurabije, 복수: gurabija 구라비야)

## 같이 보기
- 그라이바
- 쿠라비에스
- 쿠라비예